# Григорьев, Дормидонт Григорьевич
Дормидо́нт Григо́рьевич Григо́рьев (1789—1856, Москва) — русский архитектор, мастер московского ампира.

## Биография
Родился крепостным. Предположительно, как и старший брат, А. Г. Григорьев, был приписан к Васильевской слободе Козловского округа Тамбовской губернии. В 1807 году получил вольную, стал разночинцем.
С 1 марта 1809 года значился архитекторским помощником и каменных дел мастером Вдовьего дома при московском Опекунском совете; работал под руководством И. Д. Жилярди. В 1813 году был определён в Комиссию о строении Москвы, где стал одним из активных участников восстановления города после пожара 1812 года. Вёл надзор за строительством общественных зданий, в частности, совместно с Доменико Жилярди восстанавливал главное здание Московского университета. В июне 1819 года назначен университетским архитектором. На этой должности возвёл ряд корпусов, входящих в комплекс большого «университетского двора», внёс изменения в оформление фасадов главного здания университета, оформил ряд интерьеров. Также по его проектам были построены здание университетской аптеки на Моховой улице, пансион на Тверской улице и один из корпусов университетской типографии на Большой Дмитровке, 34. Работал университетским архитектором до 1832 года. К 1828 году относят строительство Д. Г. Григорьевым колокольни Преображенской церкви в селе Сивкове под Можайском. С 1833 года состоял младшим архитектором Воспитательного дома. В 1849 году был переведён в штат Опекунского совета.
В 1850 году был награждён орденом Св. Владимира 4-й степени.

## Семья
Жена, Евдокия Ивановна, из вольноотпущенных. Их дети:
- Анна (1817—?)
- Николай (1819—1870) — сын, костромской, затем московский губернский архитектор[2][3]
- Мария (1821—?)
- Александр (1824—?)
- София (1826—?)
- Константин (1829—?)
- Екатерина (1834—?)